# Фостер, Норман (режиссёр)
Норман Фостер Хёффер (англ. Norman Foster Hoeffer), или Норман Хёффер (Norman Hoeffer; 13 декабря 1903, Ричмонд, Индиана — 7 июля 1976, Санта-Моника, Калифорния) — американский кинорежиссёр, сценарист и актёр.

## Биография
Родился 13 декабря 1903 года в Ричмонде, Индиана. 
После непродолжительной журналистской карьеры в 1926 году Норман Фостер стал театральным актёром, а к концу 1920-х годов стал играть в кино.
Первую известность Фостеру как режиссёру принесли детективные фильмы о мистере Мото и Чарли Чене в конце 1930-х и начале 1940-х годов. К лучшим работам Фостера относятся нуаровые фильмы «Путешествие в страх» (1943), «Поцелуями сотри кровь с моих рук» (1948) и «Женщина в бегах» (1950), а также вестерны «Рейчел и незнакомец» (1948) и «Навахо» (1950). 
После 1952 года Фостер работал преимущественно в жанре семейного кино и на телевидении, где его наиболее известными работами стали телесериал «Письмо Лоретте» (1956—1961), и работа над сериалами для студии Диснея, такими как «Дэви Крокетт» (1954—1962) и «Зорро» (1957—1958).
Фостер также известен как сценарист некоторых из своих фильмов и телесериалов.

## Первые годы жизни
Фостер начинал карьеру как репортёр одной из местных газет в Индиане, а затем перебрался в Нью-Йорк в надежде стать журналистом одной из крупных газет, однако не смог найти подходящее место. В поисках работы Фостер обошёл несколько театральных агентств, и в итоге в 1926 году Фостер стал достаточно успешным театральным актёром, сыграв за шесть лет в девяти бродвейских постановках, а в 1929 году перешёл в кино.
С 1929 по 1938 год Фостер снялся почти в 50 фильмах, как правило, исполняя не главные, но заметные роли. Наиболее удачными фильмами с участием Фостера стали музыкально-романтическая комедия «Молодой человек с Манхэттана» (1930), мелодрама «Признания студентки» (1931), спортивная экшн-драма «Крепкая команда» (1932), драма Джона Форда «Долгое странствие» (1933), комедийная драма «Ярмарка штата» (1933), драма «Восточный экспресс» (1934), экшн-комедия «Дамы жаждут возбуждения» (1935), мелодрама «Побег с острова дьявола» (1935) и фантастическая драма «Суперскорость» (1935).

## Режиссёрская карьера

### Работы 1937—1950 годов
В конце 1930-х годов Фостер прекратил сниматься в кино и полностью переключился на режиссуру, став в 1936 году постановщиком фильмов категории В на студии «Двадцатый век Фокс». В 1937—1939 годах он поставил шесть из восьми детективных фильмов достаточно успешной серии о международном агенте мистере Мото, главную роль в которых сыграл Питер Лорре. В 1939—1940 годах Фостер поставил три картины из серии про другого детектива, Чарли Чена — «Чарли Чан на Острове сокровищ» (1939), «Чарли Чен в Рино» (1939) и «Чарли Чен в Панаме» (1940), которые стали одними из самых удачных его работ.
В 1941 году по собственному сценарию Фостер поставил в Мексике одну из четырёх частей незавершённой пан-американской киноантологии Орсона Уэллса «Это всё правда». Сегмент Фостера под названием «Мой друг Бонито» был основан на реальных событиях и рассказывал о дружбе мексиканского мальчика и быка, обречённого на смерть во время корриды. Хотя Фостер отснял весь материал, работа над этим проектом в целом была прекращена по решению руководства студии «РКО».
Затем по предложению Орсона Уэллса Фостер поставил на «РКО» стильный нуаровый шпионский триллер «Путешествие в страх» (1943) по роману Эрика Эмблера, главные роли в котором исполнили Джозеф Коттен, Долорес дель Рио и сам Уэллс, который также был продюсером и одним из сценаристов фильма.
В 1943—1948 годах Фостер работал в качестве свободного агента на мексиканских киностудиях, где поставил шесть фильмов.
В 1948 году Фостер вернулся на студию «РКО», в 1949—1950 годах работал на «Коламбиа», а в 1952 году — на «Метро-Голдвин-Майер». В 1948 году Фостер поставил две удачные картины — приключенческий вестерн «Рэйчел и незнакомец» (1948) с участием Лоретты Янг, Уильяма Холдена и Роберта Митчема, а также фильм нуар «Поцелуями сотри кровь с моих рук» (1948) с участием Джоан Фонтейн и Берта Ланкастера, действие которого происходило в послевоенном Лондоне. В 1950 году Фостер поставил ещё один сильный фильм нуар «Женщина в бегах» (1950) с участием Энн Шеридан и Денниса О’Кифа.

### Работы 1952—1974 годов
В дальнейшем, за исключением снятой в полудокументальном стиле драмы «Навахо» (1952) об индейском мальчике, который отказывается учиться в школе для белых детей (фильм был номинирован на два Оскара — за лучшую операторскую работу и как лучший документальный фильм) картины Фостера носили преимущественно развлекательный и семейный характер. Среди них семейная комедия «Папа-холстяк» (1950) и комедийный вестерн «Лунное небо» (1952).
В середине 1950-х годов Фостер был постановщиком отдельных частей мини-сериала «Дэви Кроккетт» для телеантологии Уолта Диснея «Диснейленд», которые были перемонтированы в полнометражные приключенческие вестерны «Дэви Крокетт, король дикой границы» (1955) и «Дэви Крокетт и речные пираты» (1956), предназначенные для семейного просмотра. В 1957—1958 годах Фостер поставил четырнадцать эпизодов популярного телесериала студии Диснея «Зорро» (1957), на основе которых затем создал полнометражный семейный приключенческий фильм «Знак Зорро» (1958).
В 1960-х годах Фостер переключил своё внимание на телевидение, поставив, в частности, 26 эпизодов популярного телешоу «Письмо Лоретте» (1956—1961) с Лореттой Янг в главной роли, которая принесла ему номинацию на премию Гильдии режиссёров Америки за выдающееся достижение на телевидении. В 1966 году Фостер был одним из режиссёров криминального телебоевика «Зелёный Шершень» с участием Брюса Ли, который в 1974 году был перемонтирован в фильм для большого экрана.
В 1967 году Фостер поставил семейную историю «Ослик Брайти из Большого Каньона» по роману Маргариты Генри о дружбе мальчика и ослика в Национальном парке Гранд-Каньон в Аризоне.
В середине 1970-х годов Фостер сыграл свою последнюю роль как актёр в так и не завершённой сатирической драме Орсона Уэллса на Голливуд «Другая сторона ветра», съёмки которой велись в 1969—1976 годах.

## Личная жизнь
В 1928 году Фостер женился на актрисе Клодетт Кольбер, и развёлся с ней в 1935 году. В октябре 1935 года он женился на актрисе Салли Блейн, старшей сестре Лоретты Янг. В июне 1936 года у них родилась дочь, а позднее — сын.
Норман Фостер умер 7 июля 1976 года в Санта-Монике от рака в возрасте 72 лет.

## Фильмография
- 1933 — Ярмарка штата / State Fair
- 1936 — Я прикрываю Чайнатаун / I Cover Chinatown
- 1937 — Честное предупреждение / Fair Warning
- 1937 — Спасибо, мистер Мото / Thank You, Mr. Moto
- 1937 — Думай быстро, мистер Мото / Think Fast, Mr. Moto
- 1938 — Прогулка по Бродвею / Walking Down Broadway
- 1938 — Таинственный мистер Мото / Mysterious Mr. Moto
- 1938 — Мистер Мото идёт на риск / Mr. Moto Takes a Chance
- 1939 — Мистер Мото берет отпуск / Mr. Moto Takes a Vacation
- 1939 — Последнее предупреждение мистера Мото / Mr. Moto’s Last Warning
- 1939 — Чарли Чан на Острове сокровищ / Charlie Chan at Treasure Island
- 1939 — Чарли Чен в Рено / Charlie Chan in Reno
- 1940 — Чарли Чен в Панаме / Charlie Chan in Panama
- 1940 — Привет Сиско-кид / Viva Cisco Kid
- 1941 — Скотланд-Ярд / Scotland Yard
- 1941 — Скачи, Келли, скачи / Ride, Kelly, Ride
- 1943 — Путешествие в страх / Journey Into Fear
- 1943 — Санта / Santa
- 1944 — Бегство / La fuga
- 1945 — Время истины / La hora de la verdad
- 1946 — Крестник смерти / El ahijado de la muerte
- 1948 — Пение сирены / El canto de la sirena
- 1948 — Поцелуями сотри кровь с моих рук / Kiss the Blood Off My Hands
- 1948 — Рэйчел и незнакомец / Rachel and the Stranger
- 1949 — Расскажите это судье / Tell It to the Judge
- 1950 — Папа – холостяк / Father Is a Bachelor
- 1950 — Женщина в бегах / Woman on the Run
- 1952 — Лунное небо / Sky Full of Moon
- 1952 — Навахо / Navajo
- 1953 — Сомбреро / Sombrero
- 1955 — Дэви Крокетт, король диких земель / Davy Crockett: King of the Wild Frontier
- 1956 — Дэви Крокетт и речные пираты / Davy Crockett and the River Pirates
- 1958 — Знак Зорро / The Sign of Zorro
- 1965 — Пятнистая лошадь индейцев / Indian Paint
- 1967 — Ослик Брайти из Большого Каньона / Brighty of the Grand Canyon
- 1968 — Легенда о Кастере / The Legend of Custer
- 1969 — Великолепная секс-война / The Great Sex War
- 1974 — Дева с головой смерти / The Deathhead Virgin
- 1974 — Зелёный Шершень / The Green Hornet